# Svedala

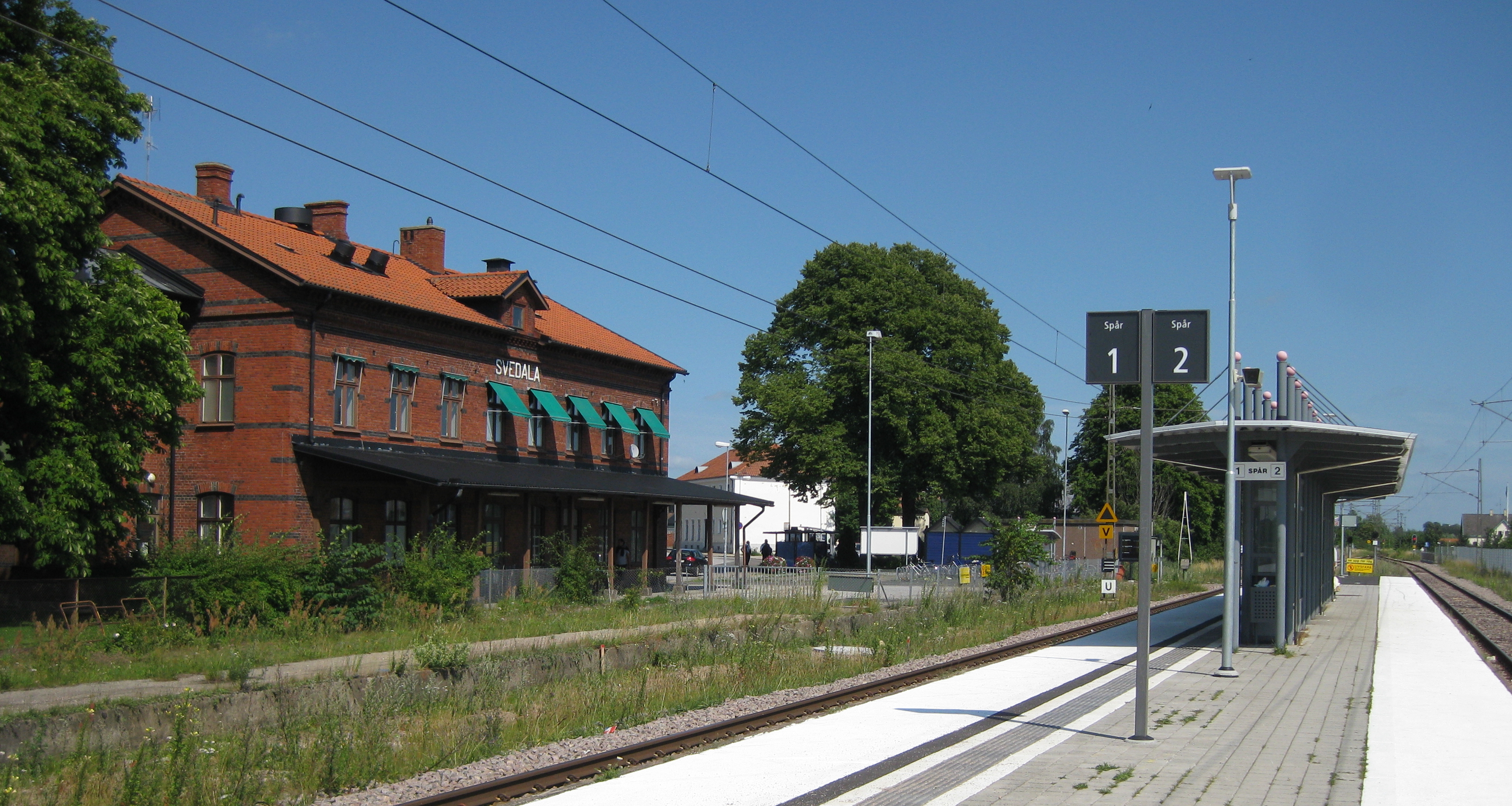
Budynek stacyjny w Svedali

Svedala – miejscowość (tätort) w południowej Szwecji, w regionie administracyjnym (län) Skania. Siedziba władz (centralort) gminy Svedala.
W 2015 roku tätort Svedala och Sjödiken liczył 11 796 mieszkańców.

## Położenie
Miejscowość jest położona na północnych obrzeżach równiny Söderslätt w południowo-zachodniej części prowincji historycznej (landskap) Skania, ok. 18 km od Malmö przy drodze E65 w kierunku Ystad. Około 10 km na północny wschód od Svedali znajduje się międzynarodowy port lotniczy Malmö-Sturup. Svedala wraz z obszarem gminy zaliczany jest, według definicji Statistiska centralbyrån (SCB), do obszaru metropolitalnego Malmö (Stor-Malmö).

## Historia
Svedala rozwinęła się jako osada kolejowa przy oddanej do użytku w 1874 roku linii Malmö – Ystad (Ystadbanan). Pierwszy budynek stacyjny, wyburzony i zastąpiony w 1894 roku większym, zbudowano w latach 70. XIX wieku. W 1899 roku Svedala otrzymała status municipalsamhälle, a w 1919 roku köping. W wyniku reformy administracyjnej w 1971 roku Svedala köping weszła w skład nowo utworzonej gminy Svedala.

## Demografia
Liczba ludności tätortu Svedala w latach 1960–2015:

## Współpraca zagraniczna
Miasta i gminy partnerskie gminy Svedala (w nawiasie data rozpoczęcia współpracy):
- – Bergen auf Rügen (1991)
- – Goleniów (1993)
- – Ishøj (1998).